# FV Wied 03 Niederbieber
Der Fußballverein Wied 03 Niederbieber war ein deutscher Fußballverein mit Sitz in Niederbieber einem Stadtteil der rheinland-pfälzischen Stadt Neuwied im gleichnamigen Landkreis.

## Geschichte
Der Verein wurde im Jahr 1903 gegründet, als Farben wurden Blau und Weiß festgelegt. Bedingt durch den Ersten Weltkrieg wurde der Spielbetrieb stark beeinträchtigt. Ab dem Jahr 1919 konnte dann wieder ein richtiger Spielbetrieb aufgenommen werden. In den laufenden Jahren wurde die Mannschaft immer erfolgreicher. Durch eine Änderung in der Spielklassenstruktur kam es dann dazu, dass der Verein sogar zur Saison 1931/32 in der erstklassigen Bezirksliga Mittelrhein im Westdeutschen Spiel-Verband antreten durfte. In dieser Saison kam die Mannschaft sogar in die Endrunde des Bezirkspokals Mittelrhein unterlag hier jedoch mit 5:3 beim SC 07 Bad Neuenahr. Bedingt durch den Zweiten Weltkrieg kam der Spielbetrieb dann jedoch ein weiteres Mal zum Erliegen.
Bereits von 1945 bis 1946 spielte der Verein zusammen mit dem VfL Segendorf in einer lockeren Spielgemeinschaft, um die mangelnde Spieleranzahl nach dem Ende des Krieges aufzufangen. Der Mannschaft gelang es dann nochmal zur Saison 1961/62 in die drittklassige Amateurliga Rheinland aufzusteigen. Nachdem die Spielklasse nach der Saison 1962/63 jedoch wieder eingleisig wurde, schaffte der FV den Schnitt nicht und musste mit 18:30 Punkten über den zehnten Platz wieder absteigen.
Im Jahr 1966 folgte dann eine neue feste Spielgemeinschaft mit dem Verein aus Segendorf, ein Jahr später folgte dann die Fusion zum neuen Verein VfL Wied Niederbieber-Segendorf 1881/1903.